# 莎拉·西格爾
莎拉·西格爾 OC（1971年7月21日—）是一名加拿大裔美國天文學家和行星科學家。她是麻省理工學院教授，以研究太陽系外行星及其大氣層而知名。她撰寫了兩本關於這些主題的教科書，其研究成果得到《科技新時代》、《發現》、《自然》和《時代》2等雜誌的認可。2013年，西格爾獲得麥克阿瑟獎，理由是她在探測系外行星大氣化學特徵和開發低成本空間觀測站以觀測行星凌日方面所做的理論工作。